# Холмский, Семён Данилович
Князь Семён Данилович Холмский (Холмской) по прозвищу Мынында  — боярин и воевода на службе у Ивана III.
Представитель князей Холмских, в прошлом удельных князей Холмского княжества. Рюрикович в XVIII колене, потомок Великих князей Тверских. Старший сын знаменитого полководца  боярина Даниила Холмского. Младший брат боярин Василий Данилович был женат (с 1500 г.) на второй дочери великого московского князя Ивана III — княжне Феодосии Ивановны и являлся значительным полководцем, но по неизвестной причине был арестован по указу Василия III и умер в заточении (1524 г.). Сестра Анна Даниловна была замужем за Иваном Владимировичем Головою из дворянского рода Ховрины, от этого брака происходят дворяне Головины.

## Биография
В 1492 и 1495 годах участвовал в походе Ивана III на Новгород. В 1495 году пожалован в бояре.
В апреле 1497 года, вместе с князем Ф.И. Палецким, в чине первого воеводы выступил в Казанский поход, где участвовал в возведении на Казанский престол Абдул-Латифа. Прибыв с войском в мае, он привёл к присяге нового казанского царя и всех жителей Казани в верности московскому великому князю. В июне этого же года послан первым воеводой Большого полка на реку Нарова уИван-города для охраны посольства прибывшего для переговоров о мире с Ливонским орденом.
Умер до 6 августа 1500 года, когда его мать Василиса Холмская дала вклад 50 рублей в Троице-Сергиев монастырь.
Женат на Марии Андреевне Челядниной (в иночестве Марфа), дочери боярина и конюшего Андрея Фёдоровича Челяднина.
По родословной росписи показан бездетным.

## Критика
В.Н. Берх указывает дату кончины — 1501 год.